# Asociación Alumni
Asociación Alumni es un club de rugby de Argentina, con sede en Tortuguitas, Provincia de Buenos Aires, fundado el 13 de diciembre de 1951. Actualmente compite en el Top 12 de la URBA, torneo del cual es vigente campeón.

## Historia
En el año 1951, Daniel Ginhson y Guillermo Cubelli propusieron formar un equipo de rugby, posteriormente le pidieron permiso a los integrantes del equipo de futbol para poder utilizar el nombre Alumni. El club se caracterizó por haber iniciado con una séptima división.  Como equipo escolar que era, el primer equipo de Alumni estuvo integrado por chicos de 10 y 11 años, inscriptos en la séptima división de 1952 llegaron a la final y obtuvieron el campeonato en 1954.  
En 1960 los primeros jugadores ya habían crecido lo suficiente como para inscribir por primera vez un equipo en la máxima categoría, debiendo como todos los equipos ingresar por la Tercera División para poder competir por el ascenso, ese mismo año el club salió primero ascendiendo a Segunda división.  
Finalmente en el año 1989 el club obtuvo el primer campeonato de su historia en la UAR y abriendo así una página dorada de la historia del equipo ganando cuatro campeonatos consecutivos. Pasaron 9 años hasta que en el año 2001 Alumni volvió a ganar el campeonato, siendo el último torneo que se definió sin jugar una semifinal y final como es actualmente. Al año siguiente Alumni consiguió por primera vez el Torneo Nacional de Clubes 2002 ganándole la final a Jockey Club de Rosario. 16 años después el club volvió a conseguir otro campeonato alzando el trofeo contra Hindú por 26 - 17 consiguiendo de esa manera el sexto campeonato de la URBA.  
Alumni volvió a consagrarse campeón del URBA Top 12 en el año 2024 ganándole la final por 20 - 17 a su clásico rival Belgrano Athletic en el marco de la primera final clásica para ambos clubes y así logrando el séptimo título de su historia. 
La Asociación Alumni se caracteriza por ser un club joven y por guiarse estrictamente por los principios de juego limpio, entre los que se destaca el que sostiene que «ganar nunca es un objetivo, sino una consecuencia» y «respeto siempre». Es el único club que tras haber ascendido a Primera división, nunca volvió a estar en segunda división.

## Uniforme

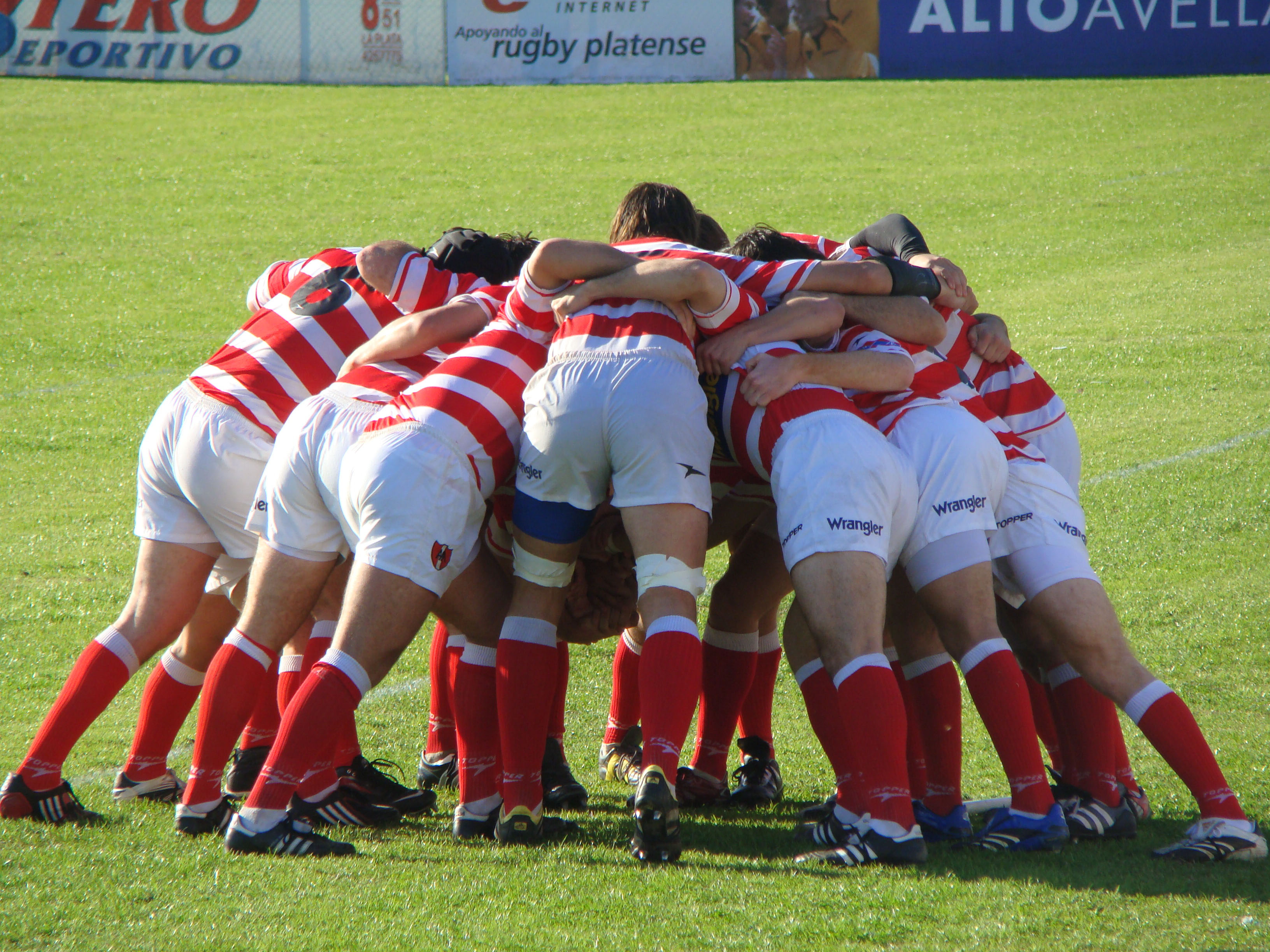
Jugadores de Alumni en 2008.

Camiseta Oficial: Camiseta roja y blanca a rayas horizontales, pantalón blanco y medias rojas. 
Camiseta Alternativa: Camiseta roja y negra a rayas horizontales, pantalón blanco y medias rojas.  

## Infraestructura
En sus comienzos, alumni fue jugando en diversos lugares, la primera cancha que tuvo estaba ubicada en Marcos Paz sin embargo, a comienzos de la década del 60, el club llegó a Tortuguitas, ubicado en la calle Directorio 1155. Un predio que cuenta con unas 8 hectáreas, posee 3 canchas de rugby, un sector de césped sintético, gimnasio, confitería y salón para eventos. Además de dicho predio posee otro complejo ubicado en la calle Manuel Luis de Oliden, apodado «Alumni Junior», donde juegan los domingos las divisiones juveniles, y los sábados suelen utilizarla las divisiones infantiles y se pueden llegar a utilizar para partidos de campeonato de las Pre Intermedias del club. Cuenta con tres canchas de rugby, vestuarios, enfermería, bar y quincho.

## Rivalidad
El rival tradicional de Alumni es Belgrano Athletic Club.
| Rival             | PJ | PG | PE | PP | DIF |
| ----------------- | -- | -- | -- | -- | --- |
| Belgrano Athletic | 80 | 45 | 4  | 31 | +17 |

Últimos 7 enfrentamientos
2023: Asociación Alumni 33 - 17 Belgrano Athletic
2023: Belgrano Athletic 35 - 23 Asociación Alumni
2024: Asociación Alumni 9 - 22 Belgrano Athletic
2024: Belgrano Athletic 25 - 23 Asociación Alumni
2024: Asociación Alumni 20 - 17 Belgrano Athletic (FINAL)
2025: Asociación Alumni 19 - 35 Belgrano Athletic 
2025: Belgrano Athletic 35 - 17 Asociación Alumni

## Jugadores Importantes
Roberto Tone Abad: Participó desde el primer momento de la historia del club además de que fue el entrenador que consiguió el tetracampeonato
Santiago Van der Ghote: Campeón como jugador y como entrenador
Carlos Neyra: Campeón como jugador y como personal técnico  
Eduardo Torello: Capitán siete años consecutivos del club y formó parte del equipo que obtuvo el tetracampeonato, Puma #391 
Alejandro Scolni: Campeón como jugador 
Sebastián Salvat: Campeón como jugador y Capitán de Los Pumas en el Mundial 1995 
Federico Schacht: Quíntuple campeón como jugador  
Gonzalo Camardón: Obtuvo cuatro campeonatos consecutivos y fue integrante del plantel principal de Los Pumas participando de dos mundiales, en 1991 y 1999
Agustín Lamarca: Miembro del equipo que consiguió los cuatro campeonatos consecutivos y fue presidente del club
Alberto Vernet Basualdo: Puma de Bronce, Copa del Mundo 2007 disputada en Francia, Puma #640
Santiago González Iglesias, Jugador y apertura, intengro distintos seleccionados, jugador de Jaguares en el Súper Rugby, Puma #718
Nahuel Neyra: histórico 2 línea, referente del plantel superior por muchos años hasta su retiro,  íntegro diversos seleccionados.
Hernan Ballatore:  Pilar e Icono del club donde fue multicampeon

## Palmarés
Alumni se caracteriza por tener un trofeo propio que no se pone en juego, un talismán de madera que hace sus apariciones cuando el club obtiene un nuevo campeonato.
Los orígenes del trofeo se remontan a comienzos del año 1989 en una pretemporada al interior del país. Un histórico jugador, Agustín Lamarca compró una escultura de madera y la pintó de dorado, justamente a fin de año Alumni consiguió el primer título de su historia.  
URBA: 1989, 1990, 1991, 1992, 2001, 2018, 2024
Nacional de Clubes: 2002